# Alpha Caeli
Alpha Caeli (9 Caeli) é uma estrela binária na direção da Caelum. Possui uma ascensão reta de 04h 40m 33.82s e uma declinação de −41° 51′ 48.9″. Sua magnitude aparente é igual a 4.44. Considerando sua distância de 66 anos-luz em relação à Terra, sua magnitude absoluta é igual a 2.92. Pertence à classe espectral F2V.